# Abu-Dharr al-Ghifarí
Júndub ibn Junada (àrab: جندب بن جنادة, Jundub ibn Junāda), més conegut com a Abu-Dharr al-Ghifarí (àrab: أبو ذر الغفاري, Abū Ḏarr al-Ḡifārī), (mort c. 652), de la tribu dels Banu Ghifar, fou un company del profeta Muhàmmad i després partidari d'Alí ibn Abi-Tàlib.
Era probablement cristià o jueu, quan va sentir parlar de Muhàmmad. Després d'un informe del seu germà, a qui havia enviat a la Meca, hi va anar personalment i va veure el Profeta i es diu que es va convertir immediatament. És considerat el cinquè o, fins i tot, el quart musulmà. Va viure a Medina i després a Síria. A causa d'una queixa de Muàwiya ibn Abi-Sufyan al califa Uthman ibn Affan fou enviat a Al-Rabadha on va morir entre el 651 i el 653. La seva vida fou humil i ascètica.